# Qiucun (köpinghuvudort i Kina, Zhejiang Sheng, lat 29,60, long 121,62)
Qiucun (kinesiska: 裘村, 裘村镇) är en köpinghuvudort i Kina. Den ligger i provinsen Zhejiang, i den östra delen av landet, omkring 160 kilometer sydost om provinshuvudstaden Hangzhou. Antalet invånare är 20 576. Befolkningen består av 10 135 kvinnor och 10 441 män. Barn under 15 år utgör 11,0 %, vuxna 15-64 år 74 %, och äldre över 65 år 14,0 %.
Runt Qiucun är det tätbefolkat, med 369 invånare per kvadratkilometer. Närmaste större samhälle är Chunhu, 10,6 km väster om Qiucun. I omgivningarna runt Qiucun växer i huvudsak blandskog.
Genomsnittlig årsnederbörd är 1 981 millimeter. Den regnigaste månaden är juni, med i genomsnitt 355 mm nederbörd, och den torraste är januari, med 68 mm nederbörd.